# 高第 (萬曆進士)
高第（1562年—1641年），字登之，號啓塘，直隶永平府灤州人，明朝軍事人物。

## 生平
高第於万历十六年（1588年）戊子科順天鄉試舉人，十七年（1589年）联中己丑科进士，户部觀政，十八年八月授河南临潁知縣，二十五年升户部主事，本年管明智坊草场，二十六年差浒墅鈔关，丁憂，三十年補户部主事，本年管禄米仓，三十一年管下粮所，三十二年天津管仓，三十三年升员外郎，三十四年升大同府知府，三十八年二月升山東按察司副使、青州兵備道，四十一年三月升湖广右参政，四十五年擢山东按察使，四十六年五月升陕西右布政使，四十八年进山西左布政使，天啓元年（1621年）三月升都察院右僉都御史、巡撫大同，三年正月升兵部右侍郎，三月进添設左侍郎，不久致仕。
天啓五年（1625年）二月起兵部左侍郎，管工部右侍郎事，五月升兵部尚書，暫署工部印信，十月以原官經略遼東薊鎮天津登萊等處軍務，又賜尚方劍、坐蟒玉帶、銀幣，經略遼東。依附魏忠賢。柳河之败後，上疏：“自广宁弃后，蓟镇单弱，所赖以内护邦畿、外拒奴虏者，惟榆关为扼要。近闻渡河取败，宜挑选精兵谨防山海。及查关山原设三部总兵，各有所管地方，分布驻防，不意今春夏间，三部兵马尽驱之关外……此何等时也，犹不思护内而防外乎？”代孫承宗接任辽东经略；在松錦之戰戰敗後，以「擅退罪」被斬。

## 家族
曾祖高賢，祖高玉，父高吉昌，贡士。
子高輔辰，崇禎癸未進士，安陽知縣。